# Itakura Katsutsune
Itakura Katsutsune est un nom japonais traditionnel ; le nom de famille (ou le nom d'école), Itakura, précède donc le prénom (ou le nom d'artiste).
Itakura Katsutsune (板倉 勝職, 17 août 1803 - 9 octobre 1849). Fils ainé d'Itakura Katsuaki, il est le sixième daimyo Itakura du domaine de Bitchū-Matsuyama. Itakura Katsuaki lui succède.

## Source de la traduction
- (en) Cet article est partiellement ou en totalité issu de l’article de Wikipédia en anglais intitulé « Itakura Katsutsune » (voir la liste des auteurs).